# Boldklubben Avarta
Boldklubben Avarta er en fodboldklub beliggende i den københavnske forstad Rødovre. Klubben spiller i sæsonen 2018-19 i 2. division Øst.
Klubben blev stiftet i 1953 under navnet Rødovrevejens Boldklub. I sæsonen 2006-07 spillede klubben i Danmarksseriens Pulje 1 efter at klubben rykkede ud af 2. division Øst i sæsonen 2005-06. Klubben spiller sine hjemmekampe på opvisningsbanen i Espelundens Idrætsanlæg, der har en kapacitet på 6.000 tilskuere. Efter to sæsoner i Danmarksseriens Pulje 1 lykkedes det Avarta at rykke op som nummer et.
Klubben har i en periode spillet i 1. division, men har lidt under manglende økonomi, hvilket har gjort det svært at holde på de bedste spillere. Klubbens bedste resultat i Landspokalturneringen er en semifinaleplads i 1982, hvor den blev slået 3-0 af B.93 på Østerbro Stadion.

## Nuværende trup
Spillertrup Sæson 20/21 - 2.Division, Gruppe 2
| Nr. | Land    | Position | Spiller                  |
| --- | ------- | -------- | ------------------------ |
| 1   | Danmark | MM       | Oliver Foss              |
| 2   | Danmark | FO       | Sebastian Fischer Larsen |
| 3   | Danmark | FO       | Emil Bodholdt-Larsen     |
| 5   | Danmark | FO       | Mathias Cordua           |
| 6   | Danmark | FO       | Marco Balck              |
| 7   | Danmark | AN       | Mads Walter              |
| 8   | Danmark | MI       | Emil Thomsen             |
| 9   | Danmark | AN       | Benjamin Zeka            |
| 10  | Danmark | MI       | Emil Wass                |
| 11  | Danmark | AN       | Morten Nielsen           |

| Nr. | Land    | Position | Spiller                          |
| --- | ------- | -------- | -------------------------------- |
| 13  | Danmark | MI       | Lucas Christiansen               |
| 14  | Danmark | MI       | Nicolas Frøidt Olalla            |
| 16  | Danmark | MM       | Morten Bank                      |
| 17  | Danmark | MI       | August Vitus Frandsen            |
| 18  | Danmark | MI       | Niklas Benjamin Toft Kristiansen |
| 19  | Danmark | FO       | Frederik Tønsberg                |
| 20  | Danmark | FO       | Simon Ustrup                     |
| 21  | Danmark | AN       | Danny Stencel                    |
| 22  | Danmark | MI       | Frederik Roepstorff              |
| 23  | Danmark | FO       | Adam Jawhar                      |
| 24  | Danmark | MI       | Tristan Ibarra-Hansen            |
| 26  |         | AN       | Pola Karim                       |
|     |         |          |                                  |

## Tidligere spillertrup
Oversigten er opdateret til og med 8. april 2019
Spillertrup Sæson 2018/19
| Nr. | Land    | Position | Spiller             |
| --- | ------- | -------- | ------------------- |
| 1   | Danmark | MM       | Nicolaj Bjerregaard |
| 2   | Danmark | FO       | Jacob Albrechtsen   |
| 3   | Danmark | FO       | Jannik Zimling      |
| 5   | Danmark | FO       | Mathias Cordua      |
| 6   | Danmark | FO       | Mehmet Coskun       |
| 7   | Danmark |          | Mads Walter         |
| 8   | Danmark |          | Victor Guldbrandsen |
| 9   | Danmark |          | Oliver Carrara      |
| 10  | Danmark |          | Emil Wass           |
| 11  | Danmark | AN       | Christian Offenberg |

| Nr. | Land      | Position | Spiller             |
| --- | --------- | -------- | ------------------- |
| 13  | Danmark   | MI       | Emil Thomsen        |
| 14  | Danmark   |          | Jonas Hemmingshøj   |
| 16  | Danmark   | MM       | Morten Bank         |
| 17  | Danmark   | MI       | Saban Özdogan       |
| 18  | Danmark   | FO       | Kristian Ellegaard  |
| 19  | Danmark   |          | Niklas Kristiansen  |
| 20  | Danmark   | FO       | Simon Ustrup        |
| 21  | Danmark   |          | Marco Balck         |
| 22  | Brasilien | AN       | Thiago Pinto Borges |
| 23  | Danmark   | FO       | Jonas Visøfeldt     |
| 24  | Danmark   | MM       | Holger Boas Beck    |
| 25  |           |          | Adam Jawhar         |
| 26  |           |          | Tarik Lakhdar       |
| 90  | Danmark   |          | Buster Ellemand     |

## Ekstern kilde/henvisning
- Boldklubben Avartas officielle hjemmeside